# Jacqueline Seifriedsberger
Jacqueline Seifriedsberger, née le 20 janvier 1991 à Ried im Innkreis, est une sauteuse à ski autrichienne. Championne du monde junior en 2008, elle remporte quatre médailles aux Championnats du monde sénior dont une fois en individuel et une manche de la Coupe du monde en 2013.

## Parcours sportif

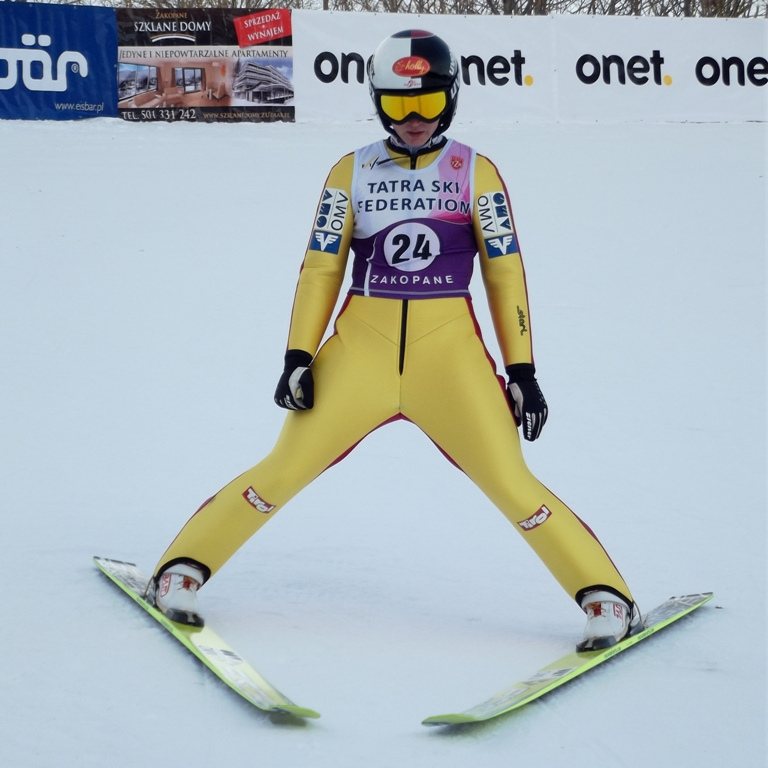
Jacqueline Seifriedsberger

### Premiers podiums
Surmommée "Jaci", elle est licenciée au club « SC Waldzell ». En 2004, elle prend part à ses premières épreuves de Coupe continentale. Elle y obtient son premier podium en 2006.
En 2008, plusieurs semaines après sa première victoire en Coupe continentale à Pöhla elle gagne son premier titre important en deventant championne du monde junior et gagne aussi le titre de championne d'Autriche. En 2009, elle est présente au premier championnat du monde élite de saut à ski féminin, à Liberec, se classant douzième. Ses prochaines victoires en Coupe continentale interviennent à l'été 2010 à Oberwiesenthal.
Elle participe à la première édition de la Coupe du monde lors de l'hiver 2011-2012. Elle obtient son premier podium en février 2012 à Ljubno.

### Succès lors des Championnats du monde 2013
Lors de l'édition 2013, elle remporte deux médailles, une en bronze sur le concours individuel et une en argent par équipes. Elle venait juste de remporter sa première victoire en Coupe du monde à Sapporo.

### Blessure fin 2013 et retour
En décembre 2013, elle chute à l'entraînement à Hinterzarten. Les conséquences sont lourdes : une rupture d'un ligament croisé au genou droit et le ménisque est touché. Ceci l'empêchera de participer aux Jeux olympiques d'hiver de 2014. 
Elle revient en Coupe du monde début 2015, prenant la 4e place à Sapporo, où elle monte sur le podium un an plus tard. Figurant sur le podium aussi à Hinzenbach et Almaty durant la saison 2015-2016, elle prend la quatrième place au classement général de la Coupe du monde comme en 2013.
Aux Championnats du monde 2017, elle est septième en individuel et médaillée d'argent à l'épreuve par équipes mixte.
En 2018, sans podium individuel cet hiver, elle prend part finalement aux Jeux olympiques et y est treizième.
Aux Championnats du monde 2019, elle gagne la médaille d'argent au premier concours par équipes féminin en mondial en compagnie de Chiara Hölzl, Eva Pinkelnig et Daniela Iraschko-Stolz.
En 2020, en compétition à Lillehammer, elle se rompt le ligament croisé du genou gauche.

## Photos

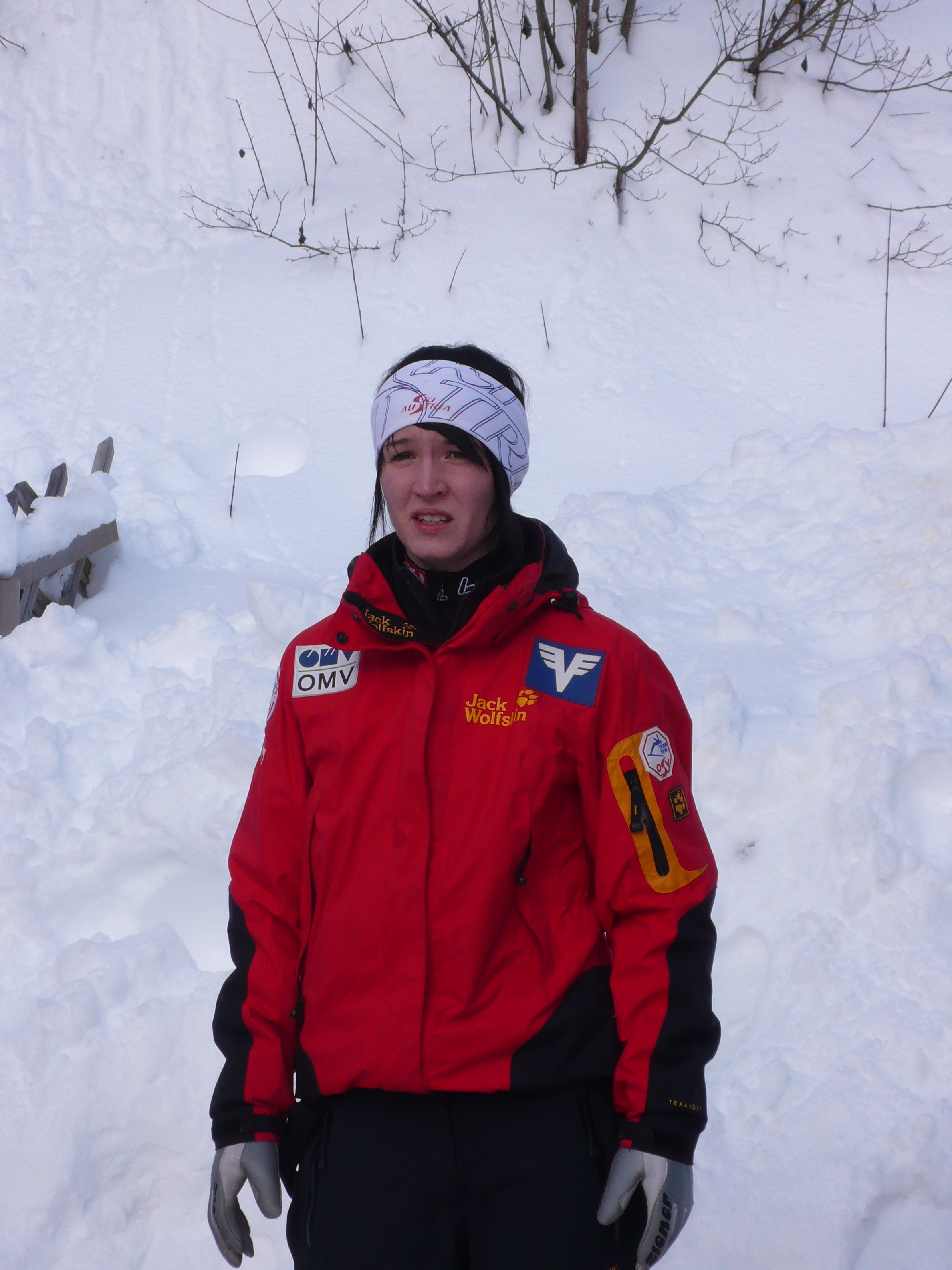
Jacqueline Seifriedsberger
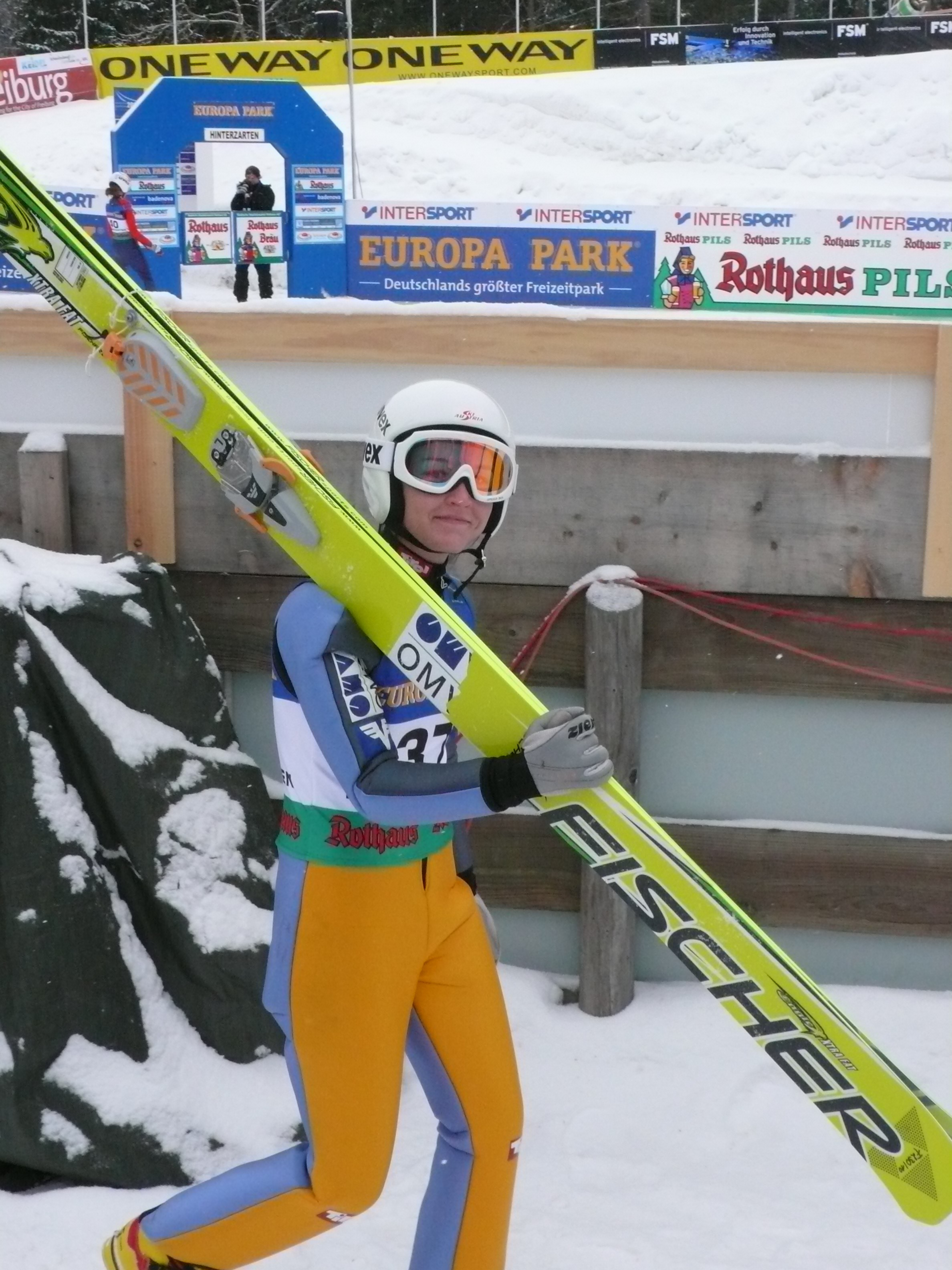
Jacqueline Seifriedsberger
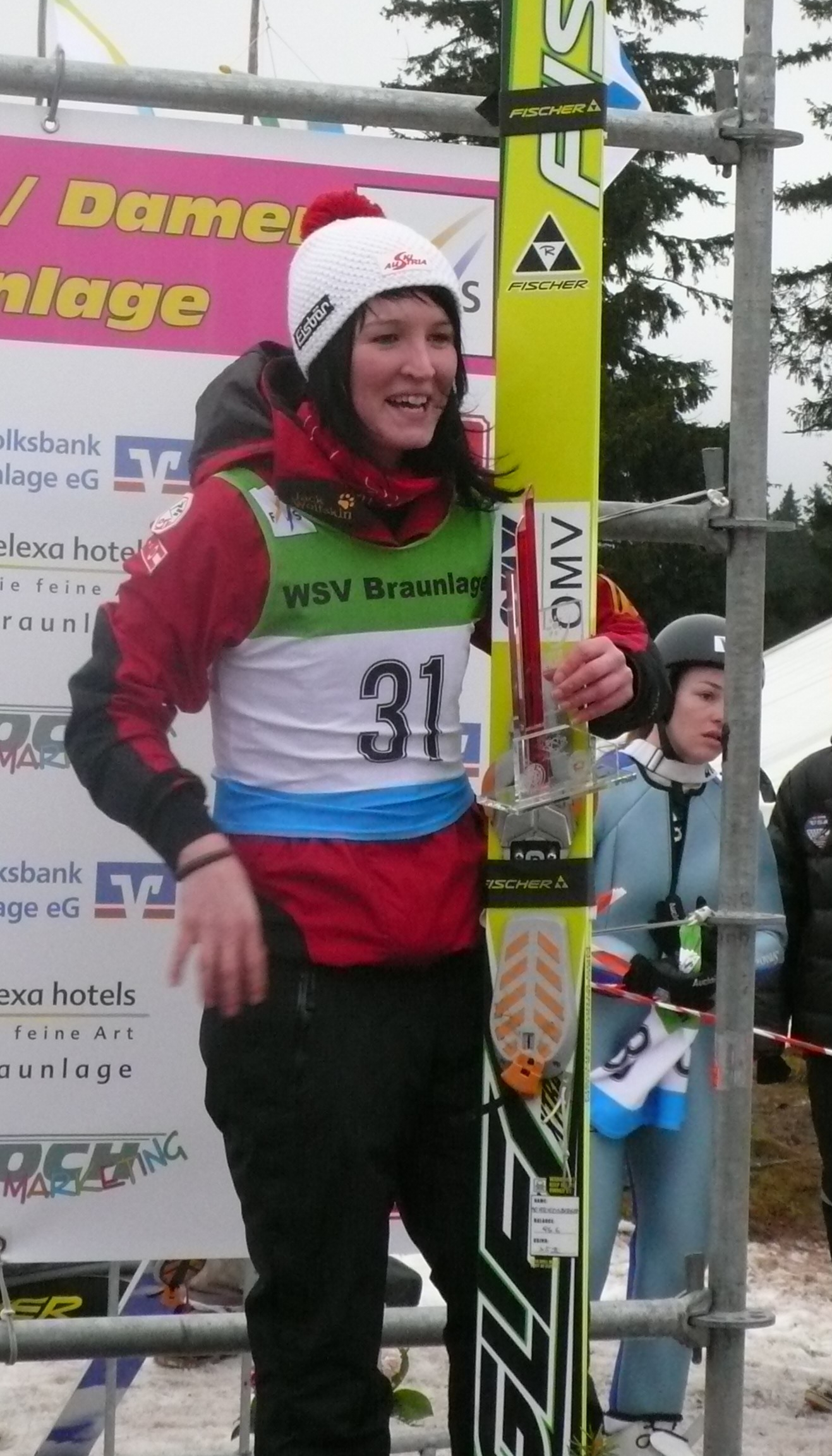
Jacqueline Seifriedsberger
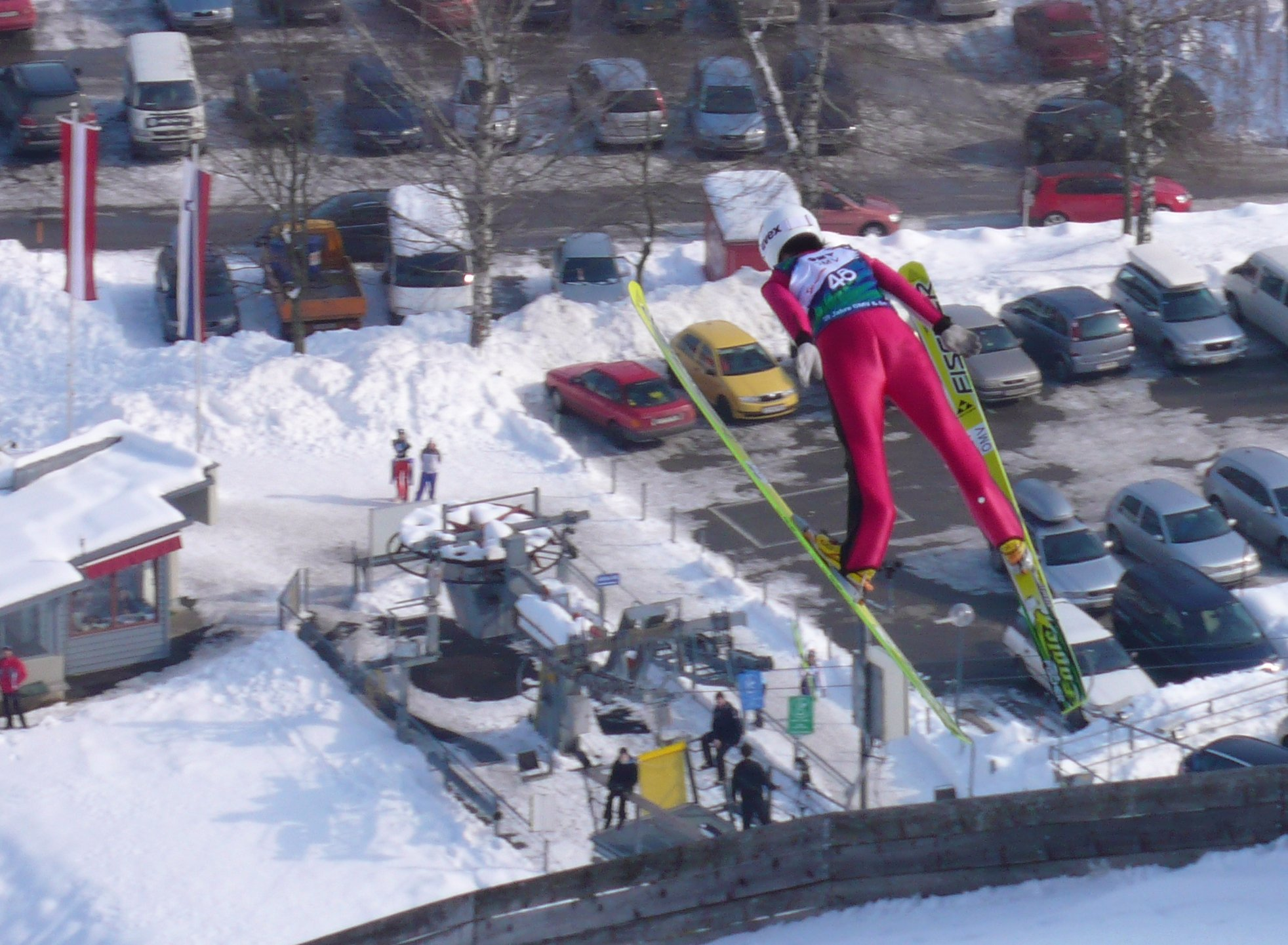
Jacqueline Seifriedsberger

## Palmarès

### Jeux olympiques
| Épreuve / Édition | Pyeongchang 2018 |
| Individuel        | 13e              |

### Championnats du monde
| Épreuve / Édition  | Liberec 2009                     | Oslo 2011                        | Val di Fiemme 2013               | Falun 2015                       | Lahti 2017                       | Seefeld 2019 | Planica 2023 | Trondheim 2025 |
| Individuel         | 12e                              | 32e                              | Bronze                           | 7e                               | 7e                               | 16e          |              |                |
| Par équipes        | Épreuve inexistante à cette date | Épreuve inexistante à cette date | Épreuve inexistante à cette date | Épreuve inexistante à cette date | Épreuve inexistante à cette date | Argent       | Argent       | Argent         |
| Par équipes mixtes | Épreuve inexistante à cette date | Épreuve inexistante à cette date | Argent                           | 4e                               | Argent                           |              |              | Bronze         |

Légende :  = pas au programme.

### Coupe du monde
- Meilleur classement général : 4e en 2013 et 2016.
- 23 podiums individuels : 3 victoires, 5 deuxièmes places et 15 troisièmes places.
- 4 podiums par équipes : 1 victoire.
- 2 podiums en Super Team : 2 troisièmes places.
- 2 podiums en mixte par équipes : 2 troisièmes places.

#### Classements généraux annuels
| Année | Rang |
| 2012  | 11e  |
| 2013  | 4e   |
| 2014  | 41e  |
| 2015  | 9e   |
| 2016  | 4e   |
| 2017  | 8e   |
| 2018  | 15e  |
| 2019  | 17e  |
| 2020  | 14e  |
| 2022  | 10e  |

#### Victoires
| Année     | Lieu                  |
| 2012-2013 | Sapporo (Japon)       |
| 2023-2024 | Willingen (Allemagne) |
| 2024-2025 | Mont Zaō (Japon)      |

### Coupe continentale
- Meilleur classement général : 3e en 2008.
- Meilleur classement général estival : 1re en 2012.
- 29 podiums dont 7 victoires.

### Jeux européens
- Médaille d'or en tremplin normal aux Jeux européens de 2023
- Médaille d'or en tremplin normal par équipe mixte aux Jeux européens de 2023

### Championnats du monde junior
- Championnats du monde junior de saut à ski 2008 de Zakopane :  Médaille d'or
- Championnats du monde junior de saut à ski 2009 de Strbske Pleso : 5e
- Championnats du monde junior de saut à ski 2010 d'Hinterzarten : 6e
- Championnats du monde junior de saut à ski 2011 d'Otepää : 4e

### Championnats d'Autriche
- Championne en individuel en 2008 et 2017.